# Helge Kühnapfel
Helge Kühnapfel (* 1938 in Bischofsburg (Ostpreußen)) ist ein deutscher Metallbildhauer, Gold- und Silberschmied.

## Werdegang
Geboren in Bischofsburg (Ostpreußen), ist Helge Kühnapfel bekannt für seine Metallarbeiten im sakralen Bereich. Der Künstler lebt in Velbert.

## Werke (Auswahl)
| Ort                | Objekte                                                                    | Abb. / Quelle | Jahr                |
| ------------------ | -------------------------------------------------------------------------- | ------------- | ------------------- |
| Essen-Bergerhausen | Kath. Pax-Christi-Kirche, Siebenarmiger Leuchter (Bronze)                  | [ 2 ]         | 1968                |
| Troisdorf          | Kath. Kirche St. Hippolytus, Altarkreuz (Bronze)                           | [ 3 ]         | 1968                |
| Köln-Rodenkirchen  | Evangelische Erlöserkirche, Leuchter                                       | [ 4 ]         | 1981                |
| Essen-Bredeney     | Kath. Kirche St. Markus, Altar, Seitenportal, Tabernakel, Ambo, Kerzenbank | [ 5 ]         | 1983, 1995          |
| Essen              | Kapelle des Diakoniewerks Essen, Altarkreuz                                | [ 6 ]         | 1985                |
| Köln-Rodenkirchen  | Kath. Kirche St. Maternus, Deckel des Taufbrunnens, Altarrelief            | [ 7 ]         | 1979, 1983 bis 1986 |
| Essen-Rüttenscheid | Siechenhauskapelle, Hängekreuz und Ambo                                    | [ 8 ]         | 1996                |